# لورنا هاتسون
لورنا هاتسون (بالإنجليزية: Lorna Hutson)‏ هي كاتِبة بريطانية، ولدت في 27 نوفمبر 1958 في برلين في ألمانيا.